# Цилиндр

Прямой круговой цилиндр

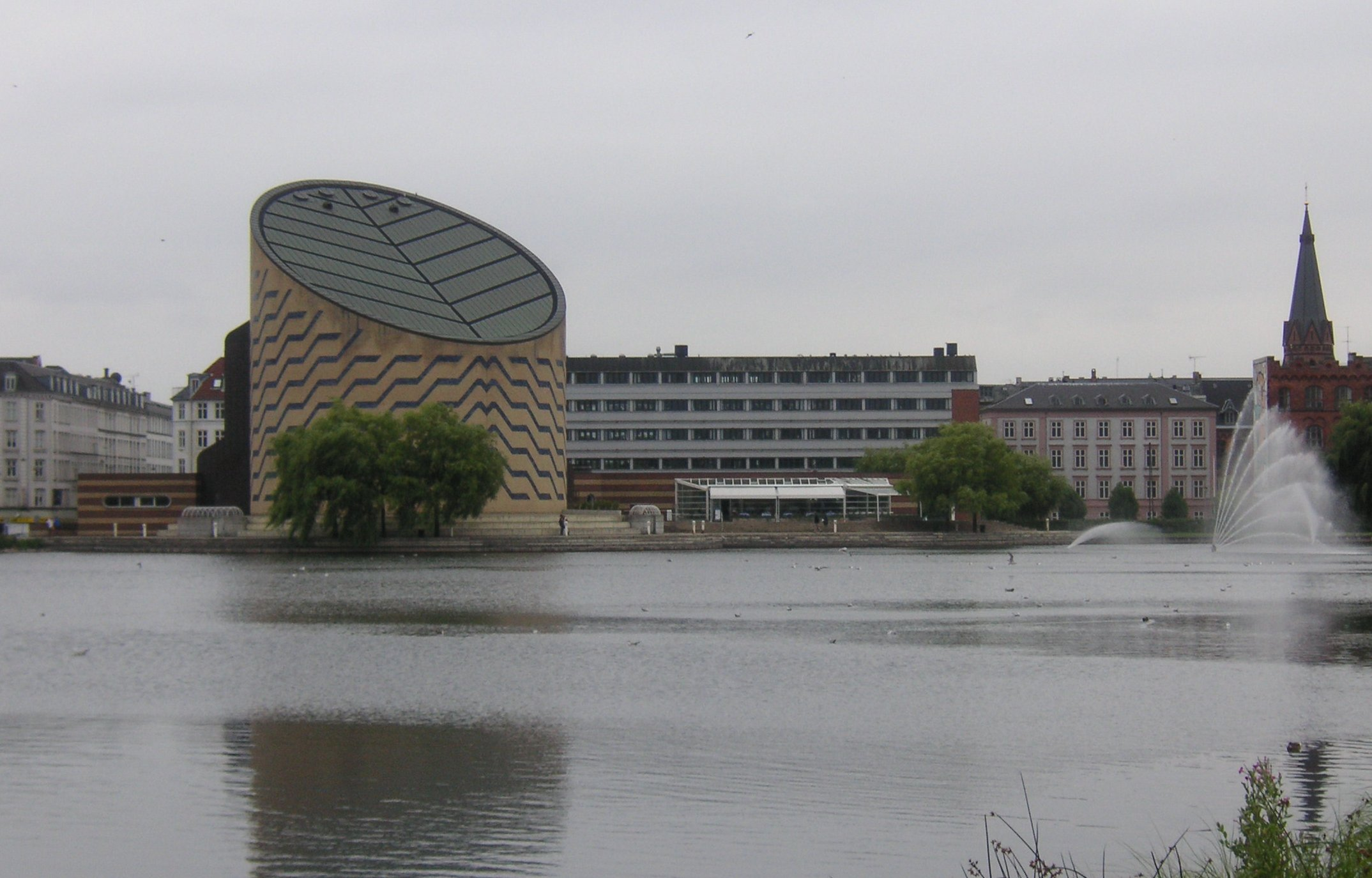
Здание Планетария Тихо Браге, Копенгаген, его крыша является примером цилиндрического сечения

Цили́ндр (др.-греч. κύλινδρος — валик, каток) — геометрическое тело, ограниченное цилиндрической поверхностью и двумя параллельными плоскостями, пересекающими её.

## Связанные определения
- Цилиндрическая поверхность — поверхность, образуемая однопараметрическим семейством параллельных прямых (называемых образующими) и проходящими через точки некоторой кривой (называемой направляющей).
- Плоские фигуры, образованные пересечением цилиндрической поверхности с двумя параллельными плоскостями, ограничивающими цилиндр, называются основаниями этого цилиндра.
- Часть цилиндрической поверхности, находящаяся между плоскостями оснований, называется боковой поверхностью цилиндра.
- Высотой цилиндра называется отрезок, высекаемый плоскостями его оснований на прямой, перпендикулярной им, или длина этого отрезка.

## Типы цилиндров
- Прямым называется цилиндр, основания которого имеют центры симметрии (например, являются кругами или эллипсами), прямая между которыми перпендикулярна плоскостям этих оснований. Данная прямая называется осью цилиндра.
- Косым называется цилиндр, основания которого имеют центры симметрии (например, являются кругами или эллипсами), отрезок между которыми не перпендикулярен плоскостям этих оснований.
- Круговым называется цилиндр с окружностью в роли направляющей.
- Цилиндром вращения, или прямым круговым цилиндром (часто под цилиндром подразумевают именно его) называется цилиндр, который можно получить вращением (то есть тело вращения) прямоугольника вокруг одной из его сторон, содержащая которую прямая в таком случае будет осью этого цилиндра и его осью симметрии.
- Цилиндр, основания которого являются эллипсами, параболами или гиперболами, называют соответственно эллиптическим, параболическим и гиперболическим; последние два имеют бесконечный объём.
- Призма также является разновидностью цилиндра — с основанием в виде многоугольника.
- Равносторонним называется цилиндр вращения, диаметр основания которого равен его высоте[1].

Сечения (плоскостью)

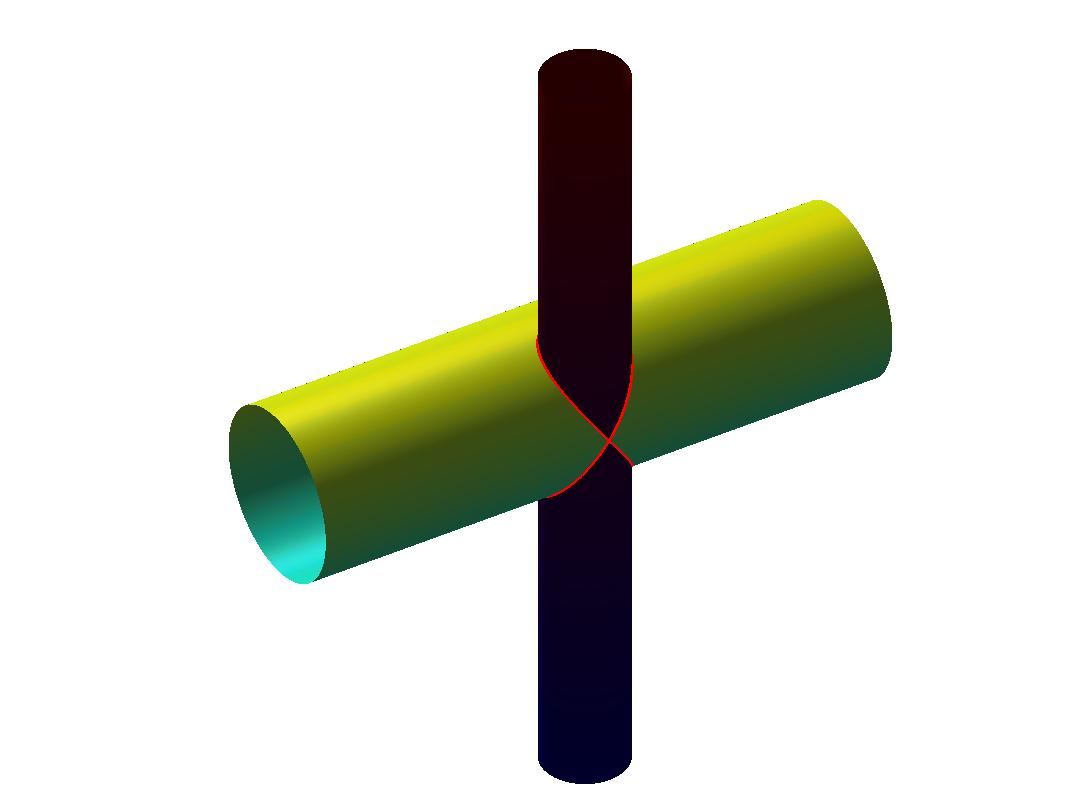
Результат пересечения цилиндров

## Свойства
- Если плоскость основания цилиндра параллельна плоскости направляющей, то граница этого основания будет по форме совпадать с направляющей кривой.

## Площадь поверхности цилиндра

### Площадь боковой поверхности

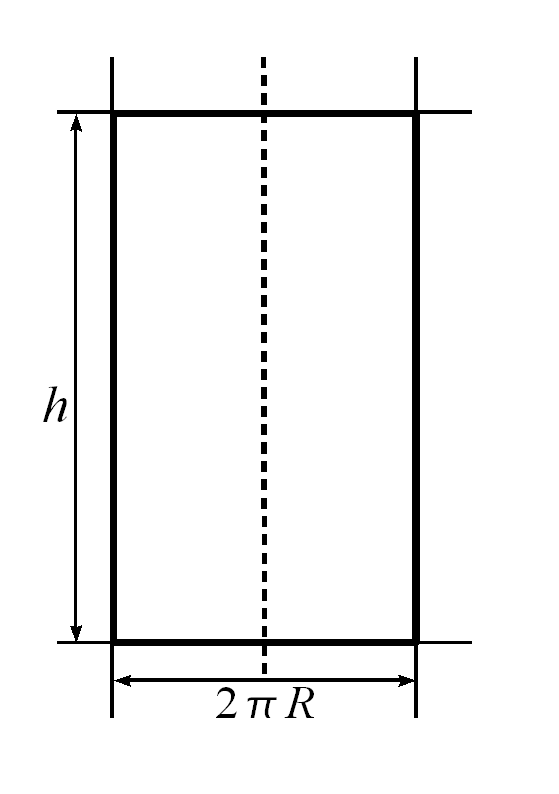
К вычислению площади боковой поверхности цилиндра

Площадь боковой поверхности цилиндра равна длине образующей, умноженной на периметр сечения цилиндра плоскостью, перпендикулярной образующей.
Площадь боковой поверхности прямого цилиндра вычисляется по его развёртке. Развёртка цилиндра представляет собой прямоугольник с высотой {\displaystyle h} и длиной {\displaystyle P}, равной периметру основания. Следовательно, площадь боковой поверхности цилиндра равна площади его развёртки и вычисляется по формуле:
{\displaystyle S_{b}=Ph}
В частности, для прямого кругового цилиндра:
{\displaystyle P=2\pi R}, и {\displaystyle S_{b}=2\pi Rh}, здесь и далее {\displaystyle R} — радиус основания цилиндра.
Для наклонного цилиндра площадь боковой поверхности равна длине образующей, умноженной на периметр сечения, перпендикулярного образующей:
{\displaystyle S_{b}=P_{\perp }h}
Простой формулы, выражающей площадь боковой поверхности косого цилиндра через параметры основания и высоту, в отличие от объёма не существует. Для наклонного кругового цилиндра можно воспользоваться приближёнными формулами для периметра эллипса, а затем умножить полученное значение на длину образующей.

### Площадь полной поверхности
Площадь полной поверхности цилиндра равна сумме площадей его боковой поверхности и его оснований.
Для прямого кругового цилиндра:
{\displaystyle S_{p}=2\pi Rh+2\pi R^{2}=2\pi R(h+R)}

## Объём цилиндра
Для наклонного цилиндра существуют две формулы:
- Объём равен длине образующей, умноженной на площадь сечения цилиндра плоскостью, перпендикулярной образующей.
{\displaystyle V=S_{\perp }l},
- Объём равен площади основания, умноженной на высоту (расстояние между плоскостями, в которых лежат основания):
{\displaystyle V=Sh=Sl\sin {\varphi }},

где {\displaystyle l} — длина образующей, а {\displaystyle \varphi } — угол между образующей и плоскостью основания. Для прямого цилиндра {\displaystyle h=l}.
Для прямого цилиндра {\displaystyle \sin {\varphi }=1}, {\displaystyle l=h} и {\displaystyle S_{\perp }=S}, и объём равен:
- {\displaystyle V=Sl=Sh}

Для кругового цилиндра:
{\displaystyle V=\pi R^{2}h=\pi {\frac {d^{2}}{4}}h},
где d — диаметр основания.